# Аширов, Сейткасим
Сейткаси́м Аши́ров (7.11.1924 ― 30 июня 2004) — участник Великой Отечественной войны, командир отделения разведки 331-го стрелкового полка 96-й стрелковой дивизии 48-й армии 1-го Белорусского фронта, сержант.
Герой Советского Союза (24.03.1945), старший сержант запаса с 1946 года.

## Биография
Родился 7 ноября 1924 года в селе Когам ныне Отырарского района Туркестанской области Казахстана в крестьянской семье. Казах. Образование среднее.
В Красную армию призван в июне 1942 года Кызылкумским райвоенкоматом Чимкентской области Казахской ССР. В боях Великой Отечественной войны с июля 1943 года. Член ВКП(б) с 1945 года.
Командир отделения разведки 331-го стрелкового полка (96-я стрелковая дивизия, 48-я армия, 1-й Белорусский фронт) комсомолец сержант Сейткасим Аширов особо отличился в боях у деревни Заболотье Барановичского района Брестской области Белоруссии.
8 июля 1944 года возглавляемая сержантом Ашировым разведывательная группа вышла во вражеский тыл, внезапно атаковала миномётную батарею, взяла в плен семерых гитлеровцев во главе с офицером, вывела из строя шесть миномётов, два тягача противника.
Используя панику в стане неприятеля, 331-й стрелковый полк успешно выполнил боевую задачу, глубоко вклинившись в оборону гитлеровцев.
Указом Президиума Верховного Совета СССР от 24 марта 1945 года за образцовое выполнение боевых заданий командования на фронте борьбы с немецко-фашистскими захватчиками и проявленные при этом мужество и героизм сержанту Аширову Сейткасиму присвоено звание Героя Советского Союза с вручением ордена Ленина и медали «Золотая Звезда» (№ 6117).
В 1946 году старший сержант С. Аширов демобилизован. Вернулся в родное село. С 1951 по 1964 год работал народным судьёй Кызылкумского районного суда. В 1968 году он окончил в Узбекистане Самаркандский сельскохозяйственный институт. Работал главным зоотехником в совхозе «Коксуйский», затем директором совхоза «Чардара» Чимкентской ныне Южно-Казахстанской области Казахстана.

## Награды
- Медаль «Золотая Звезда» Героя Советского Союза (№ 6117)
- Орден Ленина
- Орден Красного Знамени
- Орден Отечественной войны I степени
- Орден Красной Звезды
- Орден Славы III степени
- Медали, в том числе:
  - Медаль «За победу над Германией в Великой Отечественной войне 1941—1945 гг.»
  - Юбилейная медаль «Двадцать лет Победы в Великой Отечественной войне 1941—1945 гг.»
  - Юбилейная медаль «Тридцать лет Победы в Великой Отечественной войне 1941—1945 гг.»
  - Юбилейная медаль «Сорок лет Победы в Великой Отечественной войне 1941—1945 гг.»